# Jussi Kanervo
Jussi Kanervo (ur. 1 lutego 1993) – fiński lekkoatleta specjalizujący się w biegach płotkarskich.
Brązowy medalista igrzysk olimpijskich młodzieży w biegu na 110 metrów przez płotki (2010). Zajmował 5. miejsce na juniorskich mistrzostwach Europy (2011) i świata (2012). W 2014 osiągnął półfinał mistrzostw Europy w Zurychu. Młodzieżowy wicemistrz Starego Kontynentu z Tallinna (2015). W 2016 zawodnik wystartował mistrzostw Europy w Amsterdamie, lecz odpadł w eliminacjach.
Wielokrotny złoty medalista mistrzostw Finlandii oraz reprezentant kraju w meczach międzypaństwowych.
Rekordy życiowe: bieg na 60 metrów przez płotki (hala) – 7,77 (27 lutego 2015, Lexington); bieg na 400 metrów przez płotki – 49,66 (12 lipca 2015, Tallinn).

## Osiągnięcia
| Rok  | Impreza                                        | Miejsce    | Konkurencja                     | Pozycja    | Wynik   |
| ---- | ---------------------------------------------- | ---------- | ------------------------------- | ---------- | ------- |
| 2009 | Mistrzostwa świata juniorów młodszych          | Bressanone | bieg na 110 metrów przez płotki | półfinał   | 14,02   |
| 2009 | Mistrzostwa świata juniorów młodszych          | Bressanone | bieg na 400 metrów przez płotki | eliminacje | 55,47   |
| 2009 | Olimpijski festiwal młodzieży Europy           | Tampere    | bieg na 400 metrów przez płotki | 7. miejsce | 54,63   |
| 2010 | Kwalifikacje do igrzysk olimpijskich młodzieży | Moskwa     | bieg na 110 metrów przez płotki | 4. miejsce | 13,76   |
| 2010 | Igrzyska olimpijskie młodzieży                 | Singapur   | bieg na 110 metrów przez płotki | 3. miejsce | 13,53   |
| 2011 | Mistrzostwa Europy juniorów                    | Tallinn    | bieg na 110 metrów przez płotki | 5. miejsce | 13,82   |
| 2012 | Mistrzostwa świata juniorów                    | Barcelona  | bieg na 110 metrów przez płotki | 5. miejsce | 13,62   |
| 2012 | Mistrzostwa świata juniorów                    | Barcelona  | sztafeta 4 × 400 metrów         | eliminacje | 3:15,48 |
| 2013 | Młodzieżowe mistrzostwa Europy                 | Tampere    | bieg na 110 metrów przez płotki | eliminacje | 14,35   |
| 2014 | Mistrzostwa Europy                             | Zurych     | bieg na 400 metrów przez płotki | półfinał   | DNS     |
| 2015 | Młodzieżowe mistrzostwa Europy                 | Tallinn    | bieg na 400 metrów przez płotki | 2. miejsce | 49,66   |
| 2016 | Mistrzostwa Europy                             | Amsterdam  | bieg na 400 metrów przez płotki | eliminacje | 52,35   |